# Поп, Иван Иванович
Ива́н Ива́нович Поп (26 мая 1938, село Страбичово, Мукачевский округ, Чехословакия, ныне Закарпатская область, Украина — 14 сентября 2023) — советский и карпато-русский историк-славист, публицист.

## Биография
В 1955—1960 годах Иван Иванович Поп учился в Ужгородском университете, на историческом факультете, откуда был исключён. В 1963—1966 гг. учился в аспирантуре Института славяноведения и балканистики АН СССР (Москва). После окончания учёбы, с 1967 по 1992 год работал в этом институте, где защитил в 1966 году кандидатскую диссертацию, в 1988 году — докторскую. В 1988—1992 годах был главным редактором журнала «Советское славяноведение» («Славяноведение»). Переехав из Москвы в Ужгород, в 1992—1994 годах занимал должность профессора истории в Ужгородском университете и директора вновь созданного Института карпатоведения. Внес большой вклад в восстановление и развитие русинистики (Karpatho-Ruthenica) на территории Подкарпатской Руси. В 1994 году эмигрировал в Чехию.
Лауреат премии Schola Ludus за педагогическое мастерство (Чехия-ФРГ, 1998), премии и медали им. Антония Годинки (Венгрия, 2009) за выдающиеся достижения в деле сохранения русинской культуры, науки, традиций и материнского языка (2009).
Выступал с критикой теории предложений о сближении карпаторусинской языковой нормы с русским языком.
Брат Дмитрий Иванович Поп — историк и политический активист, участник «Сейма подкарпатских русинов».

## Основные работы
Иван Поп — автор также около 200 статей по славистике, ряда монографий и энциклопедий. Публиковался на русском, русинском, украинском, английском, французском, немецком, словацком и чешском языках.
- В горах и долинах Закарпатья. Москва: Искусство, 1971. (Дороги к прекрасному). (В соавторстве).
- Чехословацко-венгерские отношения, 1935—1939. (Москва, 1972).
- Чехословакия — СССР, 1941—1947. (Москва, 1990).
- Искусство Чехии и Моравии IX — начала XVI века. (Москва, 1978).
- Ужгород-Мукачево. (на английском и французском языках, Москва, 1987, в соавторстве)
- Краткая история Чехословакии. (Москва, 1988, в соавторстве).
- Энциклопедия Подкарпатской Руси (Ужгород, 2001, 2006, в соавторстве)
- Энциклопедия истории и культуры Подкарпатской Руси (Торонто, 2002, Ужгород, 2011, на английском и украинском языках, в соавторстве с Полом Робертом Магочи)
- Замки Подкарпатской Руси (Ужгород, 2003, в соавторстве).
- Подкарпатская Русь. (Прага, 2005, на чешском).
- История Подкарпатской Руси в датах. (Прага, 2005, на чешском языке).
- Путешествие по архитектурным памятникам Подкарпатской Руси. (Ужгород, 2007, на русском языке)
- Подкарпатская Русь. Деятели истории, науки и культуры. (Прага, 2008, на чешском языке)
- Подкарпатская Русь — Карпатська Україна — Kárpátaljai terület — Закарпатська Україна (1938—1945 гг.). (Ужгород, 2008, на русском языке)
- Малая история русинов. (Братислава, 2010, 2011, на словацком языке)
- Карпатская Русь 1938—1946. Утраченный европеизм и утаенное политическое предательство. — Wiederstand-Kollaboration-Zusammenarbeit aus europäischer Perspektive in Deutschland und in der Tschechoslowakei von 1938—1968. (Bremen-Cheb/Eger, 2003, на немецом языке).
- Т. Г. Масарик и проблема Подкарпатской Руси на заключительнои этапе Первой мировой войны и в период Парижской мирной конеференции. — První světová válka, moderní demokracie a T.G.Masaryk. (Praha, 1995, на чешском языке).
- Проблема Подкарпатской Руси во внешнеполитической концепции Э. Бенеша в период второй мировой войны. — Velké dějiny malý národ. (Praha, 1995 на чешском языке)